# Вилудда, Ильке
Ильке Вилудда (нем. Ilke Wyludda; 28 марта 1969, Лейпциг — 1 декабря 2024, Галле, Саксония-Анхальт) — немецкая легкоатлетка (метание диска, толкание ядра), чемпионка Европы, призёр чемпионатов мира, чемпионка летних Олимпийских игр 1996 года в Атланте, участница трёх Олимпиад, участница летних Паралимпийских игр 2012 года в Лондоне.

## Карьера
В 1985 году на чемпионате Европы среди юниоров в Котбусе стала чемпионкой Европы в метании диска и серебряным призёром в толкании ядра. В 1987 году на следующем чемпионате Европы среди юниоров в Бирмингеме стала чемпионкой в обеих дисциплинах. В 1986 году в Афинах стала чемпионкой мира среди юниоров в метании диска, а через два года в Грейтер-Садбери повторила свой успех.
На летней Олимпиаде 1992 года в Барселоне метнула диск на 62,16 м и заняла 9-е место. На следующей Олимпиаде в Атланте её результат составил 69,66 м и она стала олимпийской чемпионкой, опередив россиянку Наталью Садову (66,48 м) и представительницу Белоруссии Эллину Звереву. На летней Олимпиаде 2000 года в Сиднее Виллуда с результатом 63,16 м стала 7-й.
В начале 2011 года стало известно, что Вилудде из-за сепсиса ампутировали правую ногу. После этого вернулась в спорт, в возрасте 43 лет выступала на Паралимпийских играх 2012 года. Заняла 9-е место в метании диска в категории F57/58 с результатом 29,57 м (705 очков). В толкании ядра заняла пятое место (второе среди европеек) в категории F57/58 с результатом 10,23 м (937 очков). На паралимпийском чемпионате Европы 2014 года завоевала бронзу в метании диска и серебро в толкании ядра.
Умерла в Галле 1 декабря 2024 года в результате болезни в возрасте 55 лет.